# Need for Speed: Unbound
Need for Speed Unbound (estilizado como NFS Unbound) é um jogo eletrônico de 2022 de corrida desenvolvido pela Criterion Games e Codemasters, e publicado pela Electronic Arts para Microsoft Windows, PlayStation 5 e Xbox Series X e Series S. É o vigésimo quinto jogo da franquia Need for Speed e o primeiro jogo desenvolvido pela Criterion desde o jogo Need for Speed: Rivals de 2013 com a EA Gothenburg.

## Jogabilidade
Need for Speed Unbound é um jogo eletrônico de simulação de direção de mundo aberto ambientado na cidade fictícia Lakeshore, inspirada em Chicago. Os jogadores controlam um corredor de rua cuja aparência pode ser personalizada e participa de uma variedade de corridas em carros tunados. Algumas corridas têm sua própria taxa de inscrição e, para vencer, os jogadores recebem a moeda do jogo. Assim como nas edições anteriores da série Need for Speed, o jogo envolve a presença da polícia, que usa veículos e táticas para parar o carro do jogador e prendê-lo; os jogadores podem evitar a polícia usando um scanner.
Além do modo offline para um jogador, o jogo apresentará um modo multiplayer onde os jogadores têm a opção de criar seu próprio evento de corrida ou participar de eventos de outros jogadores. Além disso, os jogadores têm acesso ao modo "Capture", cujo objetivo é capturar conjuntamente partes de Lakeshore.

## Desenvolvimento e lançamento
Em fevereiro de 2020, a Electronic Arts anunciou que o desenvolvimento da próxima edição de Need for Speed seria feito por sua subsidiária britânica Criterion Games, que substituiu a EA Gothenburg. A Criterion começou a trabalhar no projeto com o diretor criativo Kieran Crimmins por volta do mesmo ano; Unbound é o primeiro jogo em quase uma década em que o estúdio está trabalhando como desenvolvedor líder.
Os desenvolvedores expandiram e reformularam muitos aspectos da jogabilidade das versões anteriores da série, incluindo o sistema policial e a mecânica de direção, que são baseados em um novo sistema de física que foi descrito como "simulação de física altamente complexa". A equipe construiu uma estrutura de "narrativa imersiva" para a campanha da história e procurou criar personagens totalmente desenvolvidos com suas próprias histórias e personalidades. A Criterion também se concentrou na criação de um estilo visual de "rua [e] urbano" que emergiu das discussões sobre tendências e rebeldia — os dois principais temas de Need for Speed, de acordo com os desenvolvedores. Crimmins disse que eles tentaram criar um estilo de tal forma que "transmita a habilidade [...] das ações [do jogador...] não apenas de forma bonita, mas também intuitiva e emocionante". O rapper A$AP Rocky foi convidado a retratar a versão de si mesmo do jogo, onde ele é o líder no modo Capture; além disso, participou da gravação da trilha sonora.
Unbound recebeu nove atualizações desde o lançamento, denominadas como volumes, sendo "Volume 9: Lockdown" a última disponibilizada, em novembro de 2024. O conteúdo incluiu uma motocicleta BMW S1000RR, algo inédito na franquia. A atualização também trouxe a participação de Derek Hamilton, que havia interpretado "Razor" no título de 2005.
Unbound foi desenvolvido usando o motor gráfico Frostbite, e possui suporte para HDR e tecnologia de dimensionamento de imagem DLSS da Nvidia.